# Сара Наточенні
Сара Наточенні (нар. 20 вересня 1987) — американська акторка озвучування та монтажу. Відома ролями в англійському дубляжі Pokémon, зокрема головним героєм Ешем Кетчумом, з 2006 року. Виконала роль Алісії в відеогрі Bullet Witch 2006 року. Має досвід у монтажі документальних фільмів для відомих телевізійних мереж, включаючи MSNBC. Була помічницею монтажера при створенні таких фільмів, як «Життя злочину», «Ніч приходить холодно», "Найгірші друзі " та «Круїз».

## Життєпис
Наточенні народилася у Форест-Гіллс, районі Квінс у Нью-Йорку. Вона має російське походження і володіє російською та англійською.
У 12 років взяла участь у юнацьких Олімпійських іграх, де здобула бронзову медаль у художній гімнастиці. Після закінчення Бруклінської технічної школи у 2005 році продовжила освіту в програмі молодих акторів Інституту театру Лі Страсберга, а також взяла участь у тренуваннях в Brigade Upright Citizens і Magnet Theatre у Нью-Йорку.
Наточенні подорожує між Лос-Анджелесом і Нью-Йорком. Відкрито говорила про свою боротьбу з депресією. 

## Кар'єра
У віці 18 років Наточенні стала озвучувачкою Еша Кетчума в англомовному дубляжі Pokémon, починаючи з дев'ятого сезону шоу у 2006 році. Вона озвучувала й інших персонажів у шоу, включаючи Аліцію у відеогрі Bullet Witch. У 2019 році Наточенні отримала нагороду за видатне озвучення від Товариства мистецтв і наук голосу. 
У 2020 році вона знялася в пілотному бойовику «Я обожнюю Долорес» і виступила у відео для Vanity Fair, де розповідала про процес дубляжу. Наточенні також з'являлася у ток-шоу Джорджа Лукаса і працювала як монтажниця для документальних фільмів та помічниця редактора у кінофільмах.

## Активізм
Наточенні та Ліза Ортіс заснували Voices for Fosters, благодійну організацію, що допомагає знаходити постійні домівки врятованим тваринам та надає консультації щодо їх виховання. Ця організація має на меті принести радість взаємодії з домашніми тваринами тим, хто не мали на це часу, зупинити евтаназію і покращити умови догляду за всіма тваринами.

## Фільмографія

### Аніме
| Рік         | Назва             | Роль                       | Примітки   |
| ----------- | ----------------- | -------------------------- | ---------- |
| 2006 — 2023 | Покемон           | Еш Кетчум, різні персонажі | Сезон 9–25 |
| 2015 — 2017 | Ю-гі-о! Arc-V     | Аура Сентія                |            |
| 2023        | Токійські Месники | Юзуха Шиба                 | 2 сезон    |

### Мультиплікаційні серіали
| Рік  | Назва                               | Роль                 | Примітки           |
| ---- | ----------------------------------- | -------------------- | ------------------ |
| 2014 | Робін Гуд: Лиходійство в Шервуді    | Маріан               |                    |
| 2014 | Супер 4                             | Твінкль              | Англійський дубляж |
| 2015 | Йоко                                | Віку                 |                    |
| 2016 | Світ Вінкс                          | Веномія, Сільке      | Серіали Netflix    |
| 2018 | Пітер Пен: У пошуках книги «Ніколи» | Дінь-Дінь            | Англійський дубляж |
| 2018 | Книга джунглів                      | Мауглі               | Серія 3            |
| 2018 | Табір Табір                         | Віра                 | 1 серія            |
| 2019 | 44 Коти                             | Лампо, Ігор, Пиріжок | Англійський дубляж |

### Фільмографія
| рік  | Назва                                                    | Роль                                         | Примітки           |
| ---- | -------------------------------------------------------- | -------------------------------------------- | ------------------ |
| 2006 | Pokémon: The Mastermind of Mirage Pokémon                | Еш Кетчум                                    | DVD редуб версія   |
| 2007 | Покемон рейнджер і храм моря                             | Еш і Кламперл                                |                    |
| 2008 | Pokémon: The Rise of Darkrai                             | Ash Ketchum, Ash's Staravia і Dawn's Buneary |                    |
| 2008 | Поверніть ліворуч на Pennsylvania Avenue                 | Skecht Performer                             |                    |
| 2009 | Pokémon: Giratina and the Sky Warrior                    | Еш Кетчум, Огін, Еш Старавія та Донз Бунері  |                    |
| 2009 | Pokémon: Arceus and the Jewel of Life                    | Еш Кетчум, Стараптор Еша та Бунері Дон       |                    |
| 2011 | Покемон: Зороарк: майстер ілюзій                         | Еш Кетчум                                    |                    |
| 2011 | Pokémon the Movie: Black — Віктіні та Решірам            | Еш Кетчум                                    |                    |
| 2011 | Покемон фільм: Вайт — Віктіні та Зекром                  | Еш Кетчум                                    |                    |
| 2012 | Покемон фільм: Кюрем проти меча справедливості           | Еш Кетчум                                    |                    |
| 2013 | Аксель: Найбільший маленький герой                       | Молодий Бока                                 |                    |
| 2013 | Покемон фільм: Генесекта і пробуджена легенда            | Еш Кетчум                                    |                    |
| 2014 | Pokémon the Movie: Diancie and the Cocoon of Destruction | Еш Кетчум                                    |                    |
| 2015 | Pokémon the Movie: Hoopa and the Clash of Ages           | Еш Кетчум                                    |                    |
| 2016 | Покемон фільм: вулканіон і механічне диво                | Еш Кетчум                                    |                    |
| 2016 | Вівці і вовки                                            | Хаві                                         |                    |
| 2017 | Фільм Покемон: Я обираю тебе!                            | Еш Кетчум, Делія Кетчум                      |                    |
| 2018 | Фільм Pokémon: The Power of Us                           | Еш Кетчум, Торен Чансі                       |                    |
| 2019 | Pokémon: Mewtwo Strikes Back—Evolution                   | Еш Кетчум                                    |                    |
| 2021 | Фільм Покемон: Таємниці джунглів                         | Еш Кетчум                                    |                    |
| 2021 | Мисливці за привидами: Загробне життя                    | Міні-Пуфт                                    |                    |
| 2021 | Girls und Panzer das Finale: Частина 1                   | Клара                                        |                    |
| 2021 | Seal Team                                                | акула                                        |                    |
| 2023 | Мавка: Лісова пісня                                      | Килина                                       | Англійський дубляж |

### Відеоігри
| рік  | Назва                      | Роль              |
| ---- | -------------------------- | ----------------- |
| 2006 | Відьма-куля                | Алісія            |
| 2013 | Гангстер Вегас             | Роні К            |
| 2013 | Grand Theft Auto V         | Місцеве населення |
| 2013 | Тор: Темний світ           | Сіф               |
| 2014 | Asphalt Overdrive          | Getaway Girl      |
| 2018 | Super Smash Bros. Ultimate | Чансі             |
| 2018 | Білий день                 | Хан Со Ён         |
| 2022 | Майстри покемонів          | Еш Кетчум         |